# Ахмед Хассан Махджуб
Ахмед Хассан Махджуб (араб. أحمد حسن محجوب, нар. 5 березня 1993, Каїр) — єгипетський футболіст, нападник грецького «Олімпіакоса» і національної збірної Єгипту. На умовах оренди грає за турецький «Аланіяспор».

## Клубна кар'єра
Народився 5 березня 1993 року в місті Каїр. Вихованець футбольної школи клубу «Аль-Аглі». Дорослу футбольну кар'єру розпочав 2010 року в основній команді того ж клубу, в якій провів два сезони.
2012 року перебрався до Португалії, ставши гравцем клубу «Ріу Аве». Протягом трьох сезонів провів за клуб з Віла-ду-Конді 66 матчі в національному чемпіонаті, в яких 23 рази вражав ворота супротивників.
У серпні 2015 року єгипетський форвард уклав п'ятирічний контракт з іншим представником Прімейри, «Брагою», де відразу став однією з основних ударних сил нападу команди. Після трьох сезонів, проведених у «Бразі», 17 серпня 2018 року був орендований до грецького «Олімпіакоса».

## Виступи за збірні
У 2013 році дебютував в офіційних матчах у складі національної збірної Єгипту. Наразі провів у формі головної команди країни 31 матч, забивши 6 голів.
| Дата       | Місто        | Господарі        | Результат | Гості            | Турнір                                      | Голи | Примітки |
| ---------- | ------------ | ---------------- | --------- | ---------------- | ------------------------------------------- | ---- | -------- |
| 14-8-2013  | Ель-Гуна     | Єгипет           | 3 – 0     | Уганда           | товариський матч                            | 1    | 61'      |
| 5-9-2014   | Дакар        | Сенегал          | 2 – 0     | Єгипет           | Відбір до Кубка африканських націй 2015     | -    | 81'      |
| 10-9-2014  | Каїр         | Єгипет           | 0 – 1     | Туніс            | Відбір до Кубка африканських націй 2015     | -    | 57'      |
| 11-10-2015 | Абу-Дабі     | Єгипет           | 3 – 0     | Замбія           | товариський матч                            | 2    | 65'      |
| 14-11-2015 | Нджамена     | Чад              | 1 – 0     | Єгипет           | Відбір до ЧС 2018                           | -    |          |
| 17-11-2015 | Александрія  | Єгипет           | 4 – 0     | Чад              | Відбір до ЧС 2018                           | 2    | 81'      |
| 25-3-2016  | Кадуна       | Нігерія          | 1 – 1     | Єгипет           | Відбір до Кубка африканських націй 2017     | -    | 61'      |
| 4-6-2016   | Дар-ес-Салам | Танзанія         | 0 – 2     | Єгипет           | Відбір до Кубка африканських націй 2017     | -    | 64'      |
| 6-9-2016   | Йоганнесбург | ПАР              | 1 – 0     | Єгипет           | товариський матч                            | -    | 80'      |
| 9-10-2016  | Браззавіль   | Республіка Конго | 1 – 2     | Єгипет           | Відбір до ЧС 2018                           | -    | 71'      |
| 8-1-2017   | Каїр         | Єгипет           | 1 – 0     | Туніс            | товариський матч                            | -    | 46'      |
| 17-1-2017  | Порт-Жантіль | Малі             | 0 – 0     | Єгипет           | Кубок африканських націй 2017 - 1-й етап    | -    | 76'      |
| 29-1-2017  | Порт-Жантіль | Єгипет           | 1 – 0     | Марокко          | Кубок африканських націй 2017 - чвертьфінал | -    | 43'      |
| 5-9-2017   | Александрія  | Єгипет           | 1 – 0     | Уганда           | Відбір до ЧС 2018                           | -    | 77'      |
| 8-10-2017  | Александрія  | Єгипет           | 2 – 1     | Республіка Конго | Відбір до ЧС 2018                           | -    | 77'      |
| 23-3-2018  | Цюрих        | Португалія       | 2 – 1     | Єгипет           | товариський матч                            | -    | 62'      |
| 25-5-2018  | Ель-Кувейт   | Кувейт           | 1 – 1     | Єгипет           | товариський матч                            | -    | 46'      |
| 12-10-2018 | Каїр         | Єгипет           | 4 – 1     | Есватіні         | Відбір до Кубка африканських націй 2019     | -    | 46'      |
| 16-10-2018 | Манзіні      | Есватіні         | 0 – 2     | Єгипет           | Відбір до Кубка африканських націй 2019     | -    | 46' 85'  |
| 23-3-2019  | Ніамей       | Нігер            | 1 – 1     | Єгипет           | Відбір до Кубка африканських націй 2019     | -    | 79'      |
| 26-3-2019  | Асаба        | Нігерія          | 1 – 0     | Єгипет           | товариський матч                            | -    | 69'      |
| 13-6-2019  | Александрія  | Єгипет           | 1 – 0     | Танзанія         | товариський матч                            | -    | 46'      |
| 26-6-2019  | Каїр         | Єгипет           | 2 – 0     | ДР Конго         | Кубок африканських націй 2019 - 1-й етап    | -    | 59'      |
| 30-6-2019  | Каїр         | Уганда           | 0 – 2     | Єгипет           | Кубок африканських націй 2019 - 1-й етап    | -    | 25'      |
| 14-10-2019 | Александрія  | Єгипет           | 1 – 0     | Ботсвана         | товариський матч                            | -    | 68'      |
| 17-11-2020 | Ломе         | Того             | 1 – 3     | Єгипет           | Відбір до Кубка африканських націй 2021     | -    | 56'      |
| 8-10-2021  | Александрія  | Єгипет           | 1 – 0     | Лівія            | Відбір до ЧС 2022                           | -    | 90+2'    |
| 23-9-2022  | Александрія  | Єгипет           | 3 – 0     | Нігер            | товариський матч                            | -    | 74'      |
| 27-9-2022  | Александрія  | Єгипет           | 3 – 0     | Ліберія          | товариський матч                            | 1    |          |
| 18-11-2022 | Ель-Кувейт   | Бельгія          | 1 – 2     | Єгипет           | товариський матч                            | -    | 88'      |
| 28-3-2023  | Лілонгве     | Малаві           | 0 – 4     | Єгипет           | Відбір до Кубка африканських націй 2023     | -    | 76'      |
| Усього     |              | Матчів           | 31        |                  | Голів                                       | 6    |          |

## Титули і досягнення
- Володар Кубка Португалії (1):

«Брага»: 2015–16
- Володар Кубка португальської ліги (1):

«Брага»: 2019–20
- Чемпіон Греції (2):

«Олімпіакос»: 2019–20, 2020–21
- Володар Кубка Греції (1):

«Олімпіакос»: 2019–20
- Чемпіон Африки (U-20): 2013
- Срібний призер Кубка африканських націй: 2017